# Leptogium ulvaceum
Leptogium ulvaceum är en lavart som först beskrevs av Christiaan Hendrik Persoon, och fick sitt nu gällande namn av Vain. Leptogium ulvaceum ingår i släktet Leptogium och familjen Collemataceae.   Inga underarter finns listade i Catalogue of Life.